# Smitsonovski institut
Smitsonovski institut (/smɪθˈsoʊniən/ ), takođe poznat jednostavno kao Smitsonijan, grupa je muzeja i istraživačkih centera pod upravom vlade Sjedinjenih Država. On je osnovan 10. avgusta 1846, „radi povećanje i širenja znanja”. Institucija je dobila ime po osnivačkom donatoru, britanskom naučniku Džejmsu Smitsonu. On je prvobitno bio organizovan kao „Nacionalni muzej Sjedinjenih Država”, ali je to ime prestalo da postoji kao administrativni entitet 1967.
Nazvan „državnim potkrovljem” zbog eklektične građe od 154 miliona predmeta, institutovih 19 muzeja, 21 biblioteka, devet istraživačkih centara i zoološki vrt sadrže istorijske i arhitektonske znamenitosti, uglavnom smeštene u okrugu Kolumbija. Dodatni objekti nalaze se u Arizoni, Merilendu, Masačusetsu, Njujorku, Pitsburgu, Teksasu, Virdžiniji i Panami. Više od 200 institucija i muzeja u 45 saveznih država, Portorika i Paname su Smitsonovske pridružene ustanove.
Institucija ima 30 miliona posetilaca godišnje, koje prima bez naknade. Njen godišnji budžet iznosi oko 1,2 milijarde dolara, a dve trećine dolazi iz godišnjih federalnih sredstava. Ostala finansijska sredstva stižu iz donacije institutu, privatnih i korporativnih doprinosa, članarina i ostvarenih prihoda od maloprodaje, koncesije i licenciranja. Publikacije instituta uključuju časopise Smitsonijan i Air & Space.

## Osnivanje
Britanski naučnik Džejms Smitson (1765–1829) ostavio je veći deo svog bogatstva svom nećaku Henriju Džejmsu Hangerfordu. Kad je Hangerford umro bez potomaka 1835. godine, posed je prešao u vlasništvo „Sjedinjenih Američkih Država, da se formira u Vašingtonu, pod imenom Smitsonovski institu, ustanova za povećanje i širenje znanja među ljudima”, u skladu sa Smitsonovom oporukom. Kongres je službeno prihvatio nasleđe koje je prepušteno naciji, i ovavezao se na podršku Sjedinjenih Država ovoj dobrotvornoj instituciji dana 1. jula 1836. godine. Američkog diplomatu Ričarda Raša je poslao u Englesku predsednik Endru Džekson radi preuzimanja ostavštine. Raš se vratio u avgustu 1838. sa 105 vreća sa 104.960 zlatnika (oko 500.000 dolara u to vreme, što je ekvivalentno sa 11.764.000 dolara 2018. godine).

## Development
Iako je prvi sekretar Smitsonijana, Džozef Henri, želeo da institut bude centar za naučno istraživanje, on je takođe postao otpremište različitih zbirki vlade u Vašingtonu i Sjedinjenim Državama. Istraživačka ekspedicija Sjedinjenih Država Američke mornarice oplovila je globus između 1838. i 1842. godine. Putovanjem su prikupljene hiljade uzoraka životinja, herbarijum od 50.000 uzoraka biljaka i raznolike školjke i minerali, tropske ptice, tegle s morskom vodom i etnografski artefakti iz Južnog Tihog okeana. Ovi uzorci i artefakti postali su deo Smitsonovskih kolekcija, kao i oni prikupljeni u nekoliko vojnih i civilnih istraživanja Američkog zapada, uključujući premeravanje meksičke granice i premeravanja Pacifičke železnice, tokom kojih su prikušljeni mnogi indijanski artefakti i uzorci prirodne istorije.
Godine 1846, regenti su razvili plan za posmatranje vremenskih prilika; 1847. godine dodeljen je novac za meteorološka istraživanja. Institucija je postala magnet za mlade naučnike od 1857. do 1866, koji su formirali grupu pod nazivom Megaterijum klub. Smitsonijan je odigrao kritičnu ulogu kao američka partnerska institucija u ranim bilateralnim naučnim razmenama sa Akademijom nauka Kube.

## Napomene
1. ↑  Države bez Smitsonijevih podružnica: Ajdaho, Nju Hempšir, Nju Džerzi, Severna Dakota, Juta.

## Literatura
- Nina Burleigh, Stranger and the Statesman: James Smithson, John Quincy Adams, and the Making of America's Greatest Museum, The Smithsonian. New York: HarperCollins, 2003.
- Heather Ewing (2007). The Lost World of James Smithson: Science, Revolution, and the Birth of the Smithsonian.. Bloomsbury, 2007.
- United States. Congress. House of Representatives. Collections Stewardship at the Smithsonian: Hearing before the Committee on House Administration, House of Representatives, One Hundred Thirteenth Congress, First Session. Washington, D.C.: U.S. Government Printing Office, 2013.
- William S. Walker, A Living Exhibition: The Smithsonian and the Transformation of the Universal Museum. Amherst, MA: University of Massachusetts Press, 2013.
- Gunter, Ann Clyburn (2002). A Collector's Journey: Charles Lang Freer and Egypt. Freer Gallery of Art, Smithsonian Institution, Arthur M. Sackler Gallery. ISBN 978-1-85759-297-9.‍:96
- Fortier, Alison (6. 5. 2014). A History Lover's Guide to Washington, D.C.: Designed for Democracy. The History Press. ISBN 978-1-62585-064-5.‍:110
- Moeller, Gerard Martin; Feldblyum, Boris (2012). AIA Guide to the Architecture of Washington, D.C. Baltimore, Md.: Johns Hopkins University Press. стр. 78. ISBN 9781421402697.
- Bass, Holly (2006). „Camille Akeju: New Director Seeks to Rejuvenate Anacostia Museum”. Crisis: 37—39. Архивирано из оригинала 8. 1. 2014. г. Приступљено 22. 4. 2012.
- Oehser, Paul H. (1970). The Smithsonian Institution. New York: Praeger Publishers. стр. 10. ISBN 9788989456582. Архивирано из оригинала 03. 01. 2013. г. Приступљено 22. 4. 2012.

## Spoljašnje veze
- Zvanični veb-sajt
- „Anacostia Community Museum”. Smithsonian Museums. Smithsonian Institution Archives. Архивирано из оригинала 18. 04. 2012. г. Приступљено 22. 4. 2012.
- Yardley, William. „Renwick Gallery of the Smithsonian American Art Museum”. Washington Post. Архивирано из оригинала 12. 2. 2011. г. Приступљено 18. 7. 2013.